# Емре Џан
Емре Џан (рођен 12. јануара 1994), немачки фудбалер који тренутно наступа за Борусију Дортмунд и репрезентацију Немачке. 
Каријеру је започео у Бајерну, где је углавном играо за резервни тим. У Бајер Леверкузен је прешао 2013. године, а Ливерпул га је довео 2014. године за 9,75 милиона фунти. У лето 2018. године Џан је као слободан играч прешао у торински Јувентус.
За сениорску репрезентацију Немачке дебитовао је у септембру 2015. године. Наступао је и на Европском првенству 2016.

## Успеси

### Клуб
Бајерн Минхен
- Првенство Немачке (1) : 2012/13.
- Куп Немачке (1) : 2012/13.
- Суперкуп Немачке (1) : 2012.
- Лига шампиона (1) : 2012/13.

Ливерпул
- Лига шампиона : финале 2017/18.
- Лига Европе : финале 2015/16.
- Лига куп Енглеске : финале 2015/16.

Јувентус
- Првенство Италије (1) : 2018/19.
- Суперкуп Италије (1): 2018.

Борусија Дортмунд
- Куп Немачке (1) : 2020/21.

### Репрезентација
Немачка
- Куп конфедерација (1) : 2017.